# Hristo Mladenov
Hristo Mladenov (7 gennaio 1928 – 24 aprile 1996) è stato un allenatore di calcio bulgaro.

## Carriera
Mladenov ha guidato la Nazionale bulgara ai Mondiali 1974.

## Palmarès

### Allenatore

#### Competizioni nazionali
- Campionato bulgaro: 1

Levski Sofia: 1964-1965
- Coppa di Bulgaria: 1

Slavia Sofia: 1979-1980
- Coppa del Portogallo: 1

Belenenses: 1989-1990

#### Competizioni internazionali
- Coppa dei Balcani per club: 2

Beroe: 1967-1968
Slavia Sofia: 1986